# Suluova
Suluova (starogrecki: Αργουμα, Argouma i łacina: Arguma) – miasto i dystrykt w Turcji, w prowincji Amasya.
Według danych na rok 2014 Suluova zamieszkiwało 46 612 osób.